# Industria automotriz en Ucrania
La industria automotriz en Ucrania se estableció durante la época soviética y hasta la caída de la Unión Soviética fue una parte integral de la industria automotriz de la Unión Soviética. Las primeras marcas de vehículos de motor con sede en Ucrania se establecieron a fines de la década de 1950.
La RSS de Ucrania era la única república soviética además de Rusia que fabricaba varios tipos de automóviles y piezas de automóviles con una producción anual anterior de más de 200 mil unidades.

Antes del acuerdo con la UE, los fabricantes de automóviles de Ucrania fabricaban entre 100 y 200 mil vehículos por año. Los principales actores nacionales en esta industria fueron UkrAvto ( ZAZ ), Bogdan , Eurocar , Electron Corporation , Etalon-Avto , KrAZ y LAZ . Los diseños desarrollados localmente continúan prevaleciendo en la producción de camiones, autobuses y trolebuses, mientras que la producción de automóviles de diseño nacional como ZAZ Tavria ha disminuido. La mayor parte de la producción de automóviles en Ucrania ahora implica el ensamblaje de marcas europeas , coreanas y chinas .

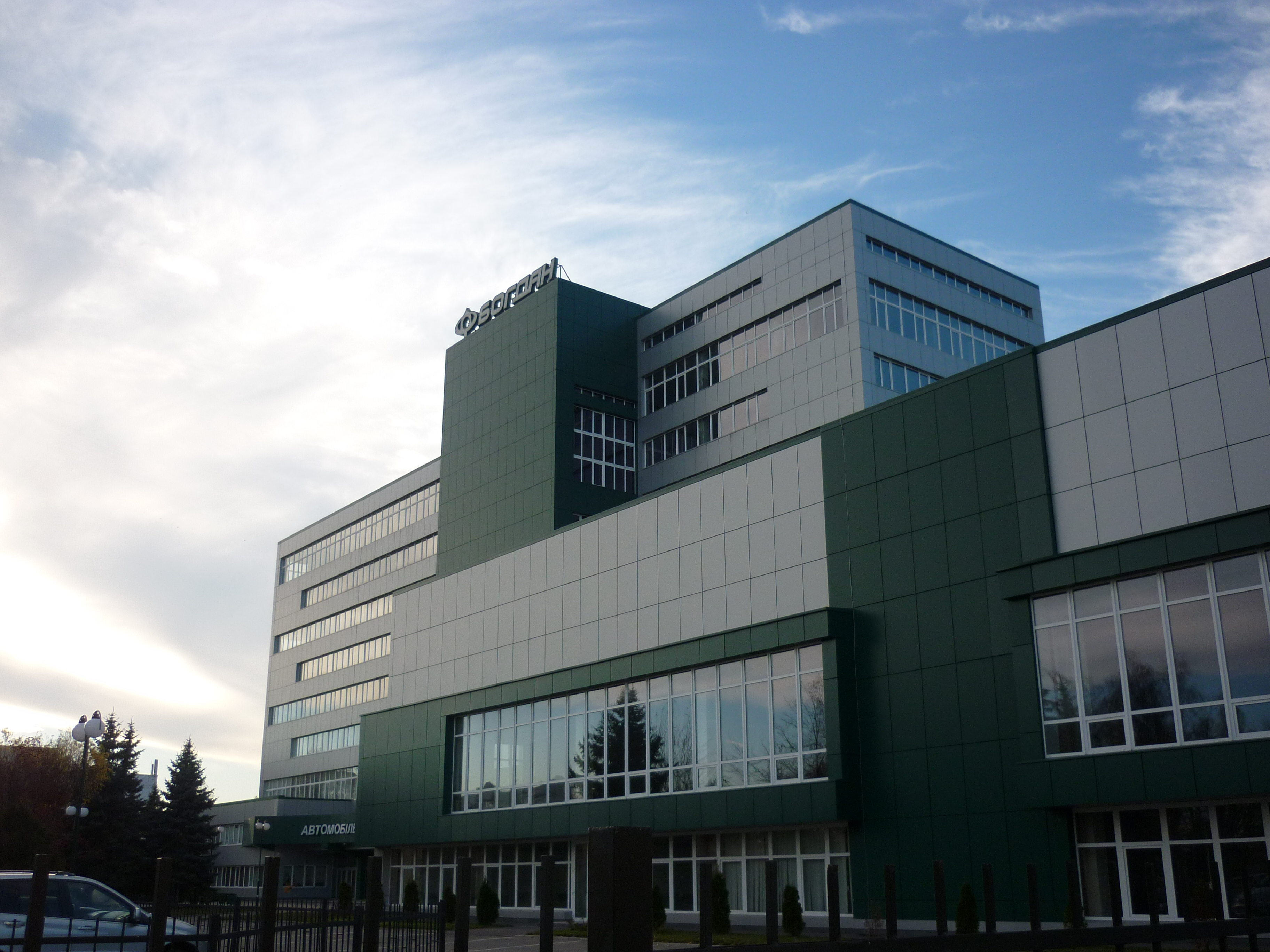
Planta de producción de automóviles "Bogdan" en Cherkasy.

En abril de 2018, la asociación de fabricantes de automóviles de Ucrania, Ukrautoprom , declaró que la industria automotriz en Ucrania trabajaba solo al 2% de su capacidad, mientras que la producción de vehículos de motor fue casi un 98% menor que en marzo de 2008.

## Historia
La RSS de Ucrania fue la segunda república soviética con una producción anual de más de 200.000 unidades por año.
A principios de la década de 1980, la industria automotriz soviética constaba de varias plantas principales que producían vehículos para varios segmentos del mercado.
Las principales fábricas en la República Socialista Soviética de Ucrania eran ZAZ (automóviles de pasajeros), LuAZ (pequeños vehículos todoterreno ), LAZ ( autobuses ) y KrAZ ( camiones ).
La fábrica ZAZ se fundó en 1923. El primer Zaporozhets ZAZ-965 entró en producción el 25 de octubre de 1960.
ZAZ Zaporozhets fue una serie de superminis ( coches urbanos en su primera generación) con tracción trasera diseñados y construidos a partir de 1958 en la fábrica ZAZ en la Ucrania soviética . Hasta 1994 se produjeron diferentes modelos de Zaporozhets, todos los cuales tenían un motor refrigerado por aire en la parte trasera . Desde finales de la década de 1980, la serie final, 968M, fue reemplazada por el ZAZ-1102 Tavria hatchback cardinalmente diferente , que presentaba un tracción delantera y un motor refrigerado por agua más potente .
En 1985 ZAZ fabricó 160 000 automóviles.
KrAZ se fundó el 31 de agosto de 1945. En 1958 se fabricó el primer KrAZ-222 Dnipro .
KrAZ-255 es un camión todoterreno 6x6 para operaciones extremas.
Las variantes incluyen:
- KrAZ-255B
- KrAZ-255B1
- KrAZ-255V
- KrAZ-255L
- KrAZ-256

En 1986 KrAZ fabricó 30 655 camiones.
LAZ se fundó el 21 de mayo de 1945. En 1956, la fábrica comenzó la producción en masa de LAZ-695 Lviv .
LAZ-695 Lviv : autobús urbano de clase media soviético y ucraniano producido por LAZ .
LAZ-695 fue el primer autobús producido en Lviv Bus Factory en 1945. En 1949, la fábrica comenzó a producir vagones de automóviles, remolques, autogrúas y electromóviles (lanzamiento experimental). El gobierno apoyó la iniciativa de desarrollar y producir un nuevo modelo de autobús, y se trajeron muestras europeas de autobuses modernos a la fábrica LAZ. Los modelos traídos incluían Magirus, Neoplan y Mercedes. El primer autobús diseñado por Lviv Bus Factory se realizó en el año de 1955. El modelo de autobús sufrió varias modificaciones, pero la composición principal de la carrocería y el equipamiento permanecieron iguales. El cambio más significativo de la primera generación a la segunda (695/695Б/695Е/695Zh) fue la modificación delantera y trasera.
Los cambios traseros del 695M de segunda generación agregaron un sistema de admisión de aire de turbina con dos ventilaciones en el techo, y el 695N/695N/695D de tercera generación modernizó la parte delantera. Otras variaciones entre generaciones incluyen cambios estéticos, como la fabricación de emblemas y la ubicación de los faros. El modelo no estaba impecable (espacio reducido para pasajeros y sobrecalentamiento frecuente del motor en los modelos de segunda y tercera generación), el autobús se caracterizaba por una construcción simple y fácil acceso a todo tipo de carreteras en Rusia y la CEI .
En 1988 LAZ fabricó 14 646 autobuses.
LuAZ se fundó como planta de reparación de Lutsk el 25 de septiembre de 1955. El primer LuAZ-967 se fabricó en 1961.
LuAZ-967 fue el Transporter of the Front Line , un pequeño vehículo anfibio soviético con tracción en las cuatro ruedas . Lo suficientemente ligero como para ser transportable por aire, tenía una carga útil de 400 kg en la mayoría de los terrenos.
Fue producido entre 1961 y 1975 y fue sucedido por el LuAZ-969 В , el LuAZ-969 , el LuAZ-969М y el LuAZ-1302 .
En 1990, LuAZ fabricó 16 500 vehículos todoterreno.
La asociación de fabricantes de automóviles de Ucrania, Ukrautoprom , declaró en abril de 2018 que la industria automotriz en Ucrania trabajaba solo al 2 % de su capacidad y que la producción de vehículos de motor era casi un 98 % menor que en marzo de 2008.

## Fabricantes de automóviles

### Bogdan
Bogdan Corporation es un grupo líder en la fabricación de automóviles de Ucrania , que incluye varios fabricantes de automóviles y autobuses en el país. Su modelo más popular es el autobús ligero con motor Bogdan Isuzu fabricado en Cherkasy .
Las instalaciones de Bogdan Corporation pueden producir de 120 000 a 150 000 automóviles, hasta 9 000 autobuses y trolebuses de todo tipo, y alrededor de 15 000 camiones de carga y unidades de equipo especializado al año. Las instalaciones están ubicadas en Lutsk y Cherkasy .
El grupo estaba controlado por el político Petro Poroshenko ; quien vendió su participación en 2009 en relación con el colapso de su producción después de la crisis financiera de 2007-2008.
Los automóviles y camiones se producen o ensamblan en Cherkasy. Las instalaciones de Cherkasy son las instalaciones de fabricación de automóviles más modernas de Ucrania. La fabricación de automóviles se inició en 2000. La planta de Cherkasy puede producir de 120 000 a 150 000 automóviles por año. La planta ensambló Bogdan 2110 , Bogdan 2111 , Bogdan 2310 (pick-up) de 2009 a 2014. Al mismo tiempo, Bogdan comenzó el ensamblaje de Hyundai Accent, Hyundai Tucson y Hyundai Elantra XD. En 2013, Bogdan y JAC Motors lanzaron el ensamblaje CKD del sedán JAC J5 en Ucrania.
Los autobuses se fabrican principalmente en Cherkasy, mientras que los trolebuses se fabrican en Lutsk. El autobús "Bogdan" es el autobús pequeño más utilizado para el transporte urbano en las ciudades ucranianas. Las instalaciones ubicadas en Cherkasy pueden producir hasta 3000 autobuses al año junto con la producción de automóviles y camiones. La planta en Lutsk anteriormente conocida como LuAZ ahora fabrica autobuses y trolebuses con la marca "Bogdan". La capacidad máxima de la planta de Lutsk es de 8000 autobuses y trolebuses al año.
Bogdan Corporation se creó en 1992, después de la caída de la Unión Soviética , mediante la fusión de algunas antiguas empresas soviéticas para implementar grandes proyectos de inversión dedicados a crear una fabricación fuerte y poderosa de diferentes tipos de vehículos en Ucrania . Inicialmente, la empresa era distribuidora de varios vehículos con sede en Rusia, y luego vendía vehículos del fabricante coreano Kia Motors . En 1998, la empresa obtuvo la fábrica de reparación de automóviles Cherkasy que se especializaba en la reparación de autobuses de las empresas PAZ y GAZ GAZelle con sede en Rusia . En 1999, la fábrica se transformó en el "Cherkasy Autobus" que comenzó a fabricar sus propios autobuses, Bogdan. Ese mismo año, la empresa firmó otro contrato con Hyundai para la distribución de sus vehículos. En 2000, la compañía compró el LuAZ soviético en bancarrota con sede en Lutsk ( Óblast de Volyn ) y, durante el mismo período, comenzó a producir sus propios automóviles basados en el AvtoVAZ ruso . En 2003, la empresa comenzó a exportar los autobuses. En 2004, la empresa firmó un acuerdo general con Isuzu para utilizar la marca Isuzu en los autobuses exportados de la empresa. En 2005, la empresa Bogdan Motors se convirtió en una corporación.
En 2000, la compañía compró el LuAZ soviético en bancarrota con sede en Lutsk (Óblast de Volyn ) y poco después comenzó a fabricar sus propios automóviles basados en el AvtoVAZ ruso . En 2003, la empresa comenzó a exportar los autobuses. En 2004, la empresa firmó un acuerdo general con Isuzu para utilizar la marca Isuzu en los autobuses exportados de la empresa. En 2005, la empresa Bogdan Motors se convirtió en una corporación.
En 2013, el fabricante de automóviles chino Anhui Jianghuai Automobile ( JAC Motors ) lanzó el ensamblaje CKD del sedán J5 en Ucrania.
En 2014, la compañía desarrolló el vehículo blindado ligero multifuncional 'Bars' (pantera) para ser utilizado por la Guardia Nacional de Ucrania.
Bogdan Bars-8 se basa en el chasis Dodge Ram .

### Electrón
La planta de ElectronMash es una empresa actualizada de la corporación Electron , que se especializa en la producción de vehículos todoterreno especiales con tracción en las cuatro ruedas: camiones de propósito multifuncional, utilizados en servicios públicos y ambulancias .
Teniendo en cuenta la mejor experiencia extranjera, los diseñadores de la empresa elaboraron camiones de carga baja de propósito multifuncional, únicos en los países de la CEI . Por primera vez, el proyecto del camión se presentó en el X Foro económico internacional de cooperación Transboarder en octubre de 2010 y recibió una alta valoración de los especialistas. En 2012, la empresa ElectronMash, recién fundada, produjo el primer camión público. La implementación del proyecto y la producción de vehículos Electron se realizaron por cuenta propia y en las áreas de producción de la corporación Electron.
La producción de la empresa ElectronMash son pequeños camiones públicos maniobrables Electron con kits de accesorios intercambiables destinados a mantener las instalaciones de mejora en condiciones sanitarias adecuadas, realizando diferentes tipos de servicios municipales en las calles, aceras, parques y territorios alrededor de los edificios. Los usuarios de la producción de ElectronMash también son empresas industriales, organizaciones viales, guardianes de otras infraestructuras urbanas e industriales.
Los primeros vehículos Electron de propósito multifuncional fueron adquiridos por la mayor empresa ucraniana de hidrogenación, PJSC Ukrhidroenerho, en Ucrania se utilizan con éxito para dar servicio a los territorios de las grandes centrales hidroeléctricas. Entre las ciudades de Ucrania, los primeros consumidores de los vehículos de nuestra producción fueron los servicios municipales de Lviv .
La empresa ElectronMash diseña y produce ambulancias de los tipos A1, A2 y B, completadas con los equipos y dispositivos necesarios. La principal ventaja de los vehículos sobre el parque de ambulancias existente es que son vehículos todo terreno con tracción en las cuatro ruedas de capacidad hipercross-country con motores diésel, destinados a labores de medicina de emergencia y desastres en condiciones viales difíciles y en lugares de difícil acceso. acceso, a saber, en zonas de montaña y de aldea .
La empresa conjunta ucraniano-alemana LLC Electrontrans fue fundada en 2011 por la corporación Electron, la empresa TransTec F&E Vetschau UG (Alemania) y Avtotekhnoproekt LLC.
Electrontrans es una empresa de producción a gran escala, especializada en el diseño y producción de transporte eléctrico urbano moderno: tranvías, trolebuses, autobuses eléctricos, unidades y repuestos.
La estructura de la empresa incluye la oficina de diseño y tecnología, producción mecánica y de corte, soldadura, pintura y montaje.
La capacidad de producción de Electrontrans permite producir 100 tranvías o 100 trolebuses / autobuses eléctricos al año.
Dentro de la corporación Electron de construcción de maquinaria se realiza un extenso programa de localización (sustitución de importaciones) de unidades y producción de conjuntos para el transporte eléctrico.
Electrontrans realiza etapa por etapa el lanzamiento de la producción de bogies de tranvía, sistemas de control de equipos de tracción para tranvía, trolebús y autobús eléctrico, barras de enganche para tranvías y trolebuses y autobuses de dos secciones, suspensiones delanteras independientes y otras unidades y conjuntos.

### Etalon-Auto
BAZ-A081 Troyanda
Etalon-Auto Corporation tiene 2 instalaciones en Boryspil (BAZ) y Chernígov (ChAZ). La planta de Lviv (HalAZ) ahora está en quiebra.
PJSC Chernihivskyi Automobile Plant es un fabricante ucraniano privado (cerrado) de autobuses y trolebuses ubicado en Chernígov.
La planta se fundó en 2003 en la planta de "ChernihivAvtoDetal" (ejes de transmisión de la fábrica de Chernígov), que además del producto principal de finales de la década de 1990 fue una de las plantas de automóviles Gorki de automóviles de colección más grandes de Ucrania. Parte de la corporación Corporation Etalon. Los ejes de transmisión de fabricación también fueron retenidos por la compañía reorganizada, denominada LLC " Gimbal ucraniano ". En 2003, con el primero salió de la línea de montaje de autobuses BAZ 2215 "Dolphin" . Con la creciente demanda de los autobuses BAZ A079 , parte de la producción se trasladó a Chernígov desde Boryspil Automobile., también incluida en la corporación. En 2007 se han puesto en el transportador nuevo autobús BAZ A074 chasis FAW . En 2008 en la fábrica comenzó la producción de autobuses BAZ A083 y 2011 - autobús BAZ A081. También en 2011 en la planta se introdujo " Belkommunmash " carro BCM 321 , que es 24 de agosto de 2011, se ejecuta en Chernígov trolebús ruta número 4 .

### Eurocar
PJSC Eurocar es un fabricante de automóviles situado en el pueblo de Solomonovo , oblast de Zakarpattia . El territorio de ubicación de la planta de Eurocar limita con Eslovaquia y Hungría . La construcción comenzó el 23 de julio de 2001, desde entonces la empresa ha estado constantemente implementando una actividad innovadora y de inversión. El 19 de diciembre de 2011, Eurocar celebró el décimo aniversario de actividad industrial desde la puesta en marcha técnica de la planta en 2001. La inversión total en el proyecto Eurocar es de 250 millones de dólares. La empresa es miembro de Atoll Holding Group.
Desde el inicio de su actividad, la planta de Eurocar viene aplicando una estrategia de incrementos anuales de producción y de ampliación de su gama de productos. En mayo de 2006 se inauguró oficialmente la segunda parte del proyecto de producción de automóviles completos. Esta producción, en la que el ensamblaje de automóviles se lleva a cabo en una línea transportadora utilizando un proceso similar a Skoda Auto. En 2008 se puso en marcha la tercera parte del proyecto. En septiembre de 2009, PJSC Eurocar completó la construcción del edificio de talleres de soldadura y pintura. En diciembre de 2011 se completó la siguiente fase, también fue aprobado por el Ministerio de Política Industrial y el programa del Ministerio de Economía de Ucrania para crear capacidad de producción y puestos de trabajo. Un programa de soldadura de producción en la planta de Eurocar produjo un lote piloto de carrocerías. El 7 de diciembre de 2011 se realizó con éxito el lanzamiento de la nueva línea de pintura y acabados. La soldadura y la pintura se realizaron con equipos suministrados por Transsystem ( Polonia ), Chropynska Strojirna ( República Checa ) y EISENMANN ( Alemania ).). El proceso de fabricación utiliza los enfoques más modernos, tecnología europea, sistemas robóticos altamente automatizados, el sistema "vario shuttle" y la estación geométrica de alta tecnología AUDI Framer.
La capacidad ampliada de la planta de Eurocar está repleta de numerosas innovaciones tecnológicas, con un proceso de producción flexible, muy adecuado a las condiciones de Ucrania. Actualmente, la planta de Eurocar produce una gama completa de automóviles Skoda.
En 2003, la planta de Eurocar obtuvo la certificación de la norma internacional de gestión de calidad ISO 9001:2000. Cada año Eurocar mantiene esta certificación. Las auditorías de certificación son realizadas por la oficina de representación en Praga de TÜV NORD CERT GmbH (Alemania). En 2009, PJSC Eurocar introdujo un sistema de gestión empresarial integrado de acuerdo con las normas internacionales ISO 9001:2008 y OHSAS 18001:2007, y fue certificado con éxito según esta norma en octubre de 2009.
Desde el principio, el personal de la empresa involucrado directamente en la producción de vehículos ha recibido capacitación especializada en la República Checa de Skoda Auto. En 2008 se implantó en la planta de Eurocar una unidad didáctica para la formación. La empresa realiza certificaciones de personal, empleo y condiciones de trabajo.

### KRAZ
KRAZ (Kremenchuk Automobile Plant o AvtoKrAZ) es una fábrica que produce camiones y otros vehículos especiales en Kremenchuk , Ucrania , en particular modelos todoterreno de servicio pesado.
El 17 de abril de 1958, el Comité Central del Partido Comunista de la Unión Soviética ordenó la construcción de una planta para la producción de vehículos pesados en Kremenchuk. La fabricación de camiones pesados se transfirió de la Planta de Automóviles de Yaroslavl (hoy Planta de Motores de Yaroslavl).
En 1961, la planta entregó para la exportación más de 500 vehículos en 26 países del mundo: Argentina , Afganistán , Bulgaria , China , India , Vietnam y otros.
En 1986, la producción total fue de 30 655 vehículos KrAZ, la cantidad máxima durante el período de su existencia.
En 1996 se registró la sociedad de cartera "AvtoKrAZ".
En 2004, HC "AvtoKrAZ" firmó uno de los mayores contratos para la entrega de 2200 vehículos KrAZ a Irak. Se implantó en la planta el sistema de control de calidad ISO 9001:2000.
En enero de 2006 se montó el camión número 800.000 en la planta de montaje principal de KrAZ. En octubre del mismo año, HC "AvtoKrAZ" ganó el primer premio entre las 100 empresas ucranianas con la mejor tasa de desarrollo según el crecimiento de la utilidad neta de acuerdo con los resultados de la clasificación "Top 100 empresas más dinámicas".
El 23 de agosto de 2011, el KrAZ-5233 "Spetsnaz" entró en servicio con el ejército ucraniano.
Después de la crisis financiera de 2007-08, los pedidos de vehículos disminuyeron drásticamente ya que Ucrania se vio gravemente afectada por el evento, la fábrica funcionó a una capacidad mínima. Sin embargo, durante la invasión rusa de Ucrania en 2014, el gobierno de Ucrania realizó grandes pedidos de nuevos vehículos militares. Se ha programado que la Guardia Fronteriza, la Guardia Nacional y el Ejército de Ucrania reciban nuevos camiones blindados KrAZ. Además, KrAZ se asoció con la firma de defensa canadiense Streit Group para producir los vehículos blindados Cougar y Spartan. Se ordenaron un total de 21 Spartans y el Ministerio de Defensa tenía la opción de 40 adicionales, también se ordenaron 20 Cougars.
Se vieron varios KrAZ Sprartan en el desfile del día de la independencia de Kiev, lo que indica que la orden se completó al menos parcialmente.
En noviembre de 2014, el gobierno de Ucrania hizo un pedido de 1200 vehículos y 200 vehículos blindados de transporte de personal a la fábrica. El contrato valía mil millones de UAH ($ 64,267,360.00).

### LAZ
LAZ (Lviv Automobile Plant) es una empresa de fabricación de autobuses en Lviv , Ucrania .
Fue uno de los principales fabricantes de autobuses de la Unión Soviética y la empresa industrial más grande de la ciudad. Ahora es una sociedad de cartera privada. Todavía fabrica autobuses de clase EURO en la actualidad.
El nacimiento de L'vivs'ky Avtobusnyi Zavod se remonta a 1945 con la apertura de una fábrica en Lviv, ciudad del oeste de Ucrania. En la primera década se construyeron vehículos industriales como remolques, excavadoras, tiendas móviles. Los autobuses se introdujeron después de mediados de los años cincuenta con el primer prototipo (Laz-695) en 1956. Pronto comenzó la producción en masa y en un año, mil copias salieron de la línea de montaje. En 1961 debutan los autocares de turismo (Laz-697E) y en 1985 los interurbanos de tamaño medio (Laz-4207). El año récord fue 1988 con 14.646 autobuses producidos. La gama se amplió gradualmente a nuevos modelos incluyendo, desde principios de los años noventa, también trolebuses. Con el nuevo Millennium debutaron los autocares HD, los autobuses urbanos de piso bajo y los modelos para aeropuertos. En 2001 se privatizó la planta de producción y se amplió la propiedad a más socios. En 2007, Laz celebró un aniversario especial: 365 000 autobuses producidos desde el comienzo de su carrera. Gol que llevó a la empresa ucraniana a entrar en el Guinness World Record.

### Planta de reparación de tanques de Lviv
El Dozor-B es un vehículo blindado ucraniano de cuatro ruedas .
El Dozor-B también es utilizado por unidades especiales de las fuerzas armadas (fuerzas de reacción rápida y policía militar) para realizar operaciones de reconocimiento, patrullaje y mantenimiento de la paz, además de ser utilizado como el principal vehículo de transporte en condiciones de combate (incluyendo entorno NBQ).
El diseño del vehículo blindado de transporte de personal se basa en un esquema de automóvil. El vehículo está dividido en dos compartimentos principales: el compartimento del paquete de energía y el compartimento de la tripulación.
El compartimiento del paquete de energía ocupa las partes delantera y central del casco y está separado del compartimiento de la tripulación por un mamparo hermético que aísla las vibraciones y el ruido. El compartimiento acomoda el motor con sus sistemas de apoyo a la operación, transmisión, elementos principales del sistema de dirección, sistema de aire, sistema de frenos y componentes del sistema de aire acondicionado y sistema de calefacción.
El compartimento de la tripulación ocupa las partes central y trasera del casco y se utiliza para alojar a la tripulación, instalar los conjuntos necesarios para el funcionamiento de la tripulación y colocar diversos equipos, municiones y SPTA. El compartimiento de la tripulación se divide en el compartimiento de conducción, el compartimiento de combate y el compartimiento de tropas.
El compartimiento de conducción está ubicado en la parte delantera del compartimiento de la tripulación y comprende la estación del conductor equipada con controles de vehículos blindados y la estación del comandante equipada con dispositivos de comunicaciones y equipos de navegación.
El compartimiento de combate está ubicado en la parte central del compartimiento de la tripulación y comprende la estación del artillero equipada con dispositivos de colocación y control de ametralladoras.
El compartimiento de tropas está ubicado en la parte trasera del compartimiento de la tripulación y comprende asientos para tropas, bloques de visión periscópica y puertos de tiro para que las tropas puedan realizar observación y disparar armas pequeñas.
El compartimento de la tripulación alberga la unidad de filtrado y ventilación y los componentes principales de los sistemas de ventilación, calefacción y aire acondicionado.

### Práctica NBO
El Kozak es un vehículo blindado de transporte de personal ucraniano con casco en forma de "V" destinado al transporte de personal y diversas cargas.
El primer vehículo Kozak apareció por primera vez el 24 de agosto de 2009, en el desfile militar del Día de la Independencia de Ucrania en Kiev.
Solo se fabricaron dos vehículos hasta marzo de 2014.
El tercer vehículo (también conocido como «Kozak-2014») se construyó en noviembre de 2014. En marzo de 2015, el vehículo estaba armado con una ametralladora NSV.
Otro «Kozak-2014» fue construido en 2015 y armado con un sistema de misiles guiados antitanque . En mayo de 2015 el vehículo apareció en el Centro de Entrenamiento 169.
Todos los vehículos Kozak se basan en el chasis Iveco.

### ZAZ
ZAZ ( Planta de construcción de automóviles de Zaporizhia ) es el principal fabricante de automóviles de Ucrania , con sede en la ciudad suroriental de Zaporizhia . También produce autobuses y camiones y es conocida por el nombre de su antigua empresa matriz, AvtoZAZ .
El comienzo de la fabricación de automóviles de pasajeros en Ucrania comenzó en 1959. En total (de 1960 a 1994) se fabricaron 3.422.444 vehículos ZAZ Zaporozhets en Zaporizhia; Los motores refrigerados por aire se fabricaban en Melitopol .
En 1975 la fábrica se consolidó en el holding AvtoZAZ , que se transformó en sociedad anónima en la década de 1990. En 1986, ZAZ junto con Comau instalaron un nuevo complejo de producción. La fábrica de repuestos para automóviles de Illichivsk (IZAA) en uno de los puertos marítimos de carga más grandes del Mar Negro en Illichivsk se convirtió en parte del holding AutoZAZ.
En 1988, se inició en Zaporizhia la producción en serie de los turismos de la familia Tavria ZAZ-1102 . Al mismo tiempo, comenzó la fabricación de motores MeMZ refrigerados por agua en Melitopol.
El 1 de junio de 1994, la fábrica cesó la producción de su ZAZ-968M Zaporozhets .
En 1994-1997 se produjo ZAZ-1105 Dana .
Cuando se formó la empresa conjunta AvtoZAZ-Daewoo con Daewoo Motors en 1998, ZAZ se asignó a la nueva empresa como una participación del 50 % en nombre de AvtoZAZ. Daewoo Motors realizó grandes inversiones y estableció la producción de sus propios modelos, manteniendo y modernizando la marca nativa ZAZ. Poco después siguió la fabricación de un nuevo ZAZ-1102 Tavria Nova , ZAZ-1103 Slavuta y ZAZ-11055 Tavria Pick-up . Los kits CKD de Daewoo Lanos , Daewoo Nubira y Daewoo Leganza comenzaron a ensamblarse el mismo año en Illichivsk; Al mismo tiempo, comenzó el ensamblaje CKD de varios modelos VAZ más antiguos.
Tras la quiebra de Daewoo Motors en 2001, la corporación UkrAVTO compró la participación de AvtoZAZ en 2002. Todas las instalaciones de fabricación de AvtoZAZ (en particular, MeMZ y la planta de ensamblaje de Illichivsk) se reincorporaron a ZAZ. La empresa incluso adoptó un nuevo logotipo. La parte de Daewoo en la empresa conjunta fue comprada por la empresa suiza Hirsch & CIE en 2003.
El final de 2004 vio el comienzo de la producción a gran escala de un ZAZ Lanos (T150) completamente doméstico, ahora que ya no se suministraban kits CKD de Lanos. En 2006, ZAZ llegó a un acuerdo con el fabricante chino Chery Automobile para ensamblar automóviles de pasajeros a partir de kits.
Por Decreto del Presidente de Ucrania , los empleados de CJSC "ZAZ" fueron recompensados con premios estatales de Ucrania en 2009.
En 2011, ZAZ comenzó la producción a gran escala del Chery A13 bajo su propia insignia como ZAZ Forza . El mismo año, la producción del Chevrolet Aveo (T250) se trasladó de la fábrica de automóviles FSO a ZAZ.
En 2012, la planta de construcción de automóviles de Zaporizhia comenzó la producción en serie a gran escala de un automóvil nuevo: ZAZ Vida .
En la primera mitad de 2012, ZAZ fabricó 20.060 vehículos, una disminución del 30 % con respecto al mismo período de 2011.

## Antiguos fabricantes
La fábrica se fundó en 1951 y se conocía como LARZ (Planta de reparación de automóviles de Lutsk) y luego como LuMZ (Planta de construcción de maquinaria de Lutsk) desde 1955. Junto con las reparaciones de camiones, los primeros productos de esta planta relativamente pequeña fueron taller de reparación móvil y carrocerías de camiones frigoríficos sobre bastidores Moskvitch, ZIL y UAZ.
Su primer diseño original es el robusto y sencillo vehículo todoterreno LuAZ-967 para el Ejército Rojo. Se originó después de la guerra de Corea, cuando los soviéticos vieron la necesidad de pequeños vehículos todoterreno comparables al Jeep estadounidense, para complementar los GAZ-69 demasiado grandes y pesados que estaban en servicio. Desarrollado en NAMI (el Instituto Nacional del Automóvil), el prototipo, conocido como NAMI 049, se completó en 1958.

## Producción histórica por año
| Año  | Producción |
| ---- | ---------- |
| 1993 | 172,000    |
| 1994 | 109,000    |
| 1995 | 67,400     |
| 1996 | 12,100     |
| 1997 | 7,100      |
| 1998 | 33,000     |
| 1999 | 19,500     |
| 2000 | 31,255     |
| 2001 | 35,400     |
| 2002 | 48,100     |
| 2003 | 105,600    |
| 2004 | 187,500    |
| 2005 | 215,759    |
| 2006 | 286,800    |
| 2007 | 400,500    |
| 2008 | 424,000    |
| 2009 | 69,300     |
| 2010 | 83,133     |
| 2011 | 104,654    |
| 2012 | 76,281     |
| 2013 | 50,449     |
| 2014 | 28,751     |
| 2015 | 8,244      |
| 2016 | 5,264      |
| 2017 | 9,542      |